# 礼乐南滩
礼乐南滩 ( 越南语：／ ) , 是南沙群岛东北部，阳明礁以西，因位于礼乐滩南缘，故名。水深约1.5米。1983年中国地名委员会公布的标准名称均为“礼乐南滩”。西方文献一般称为“North Reef”。